# Smicrostigma viride
Smicrostigma es un género monotípico de plantas suculentas perteneciente a la familia Aizoaceae. Su única especie: Smicrostigma viride (Haw.) N.E.Br., es originaria de Sudáfrica.

## Descripción
Es una planta suculenta perennifolia que alcanza un ta maño de 60 cm de altura. Se encuentra a una altitud de  250 - 1300 metros en Sudáfrica.

## Taxonomía
Smicrostigma fue descrito por el taxónomo y botánico inglés, Nicholas Edward Brown, y publicado en Gard. Chron., ser. 3. 87: 72 (1930), in clave. La especie tipo es: Smicrostigma viride (Haw.) N.E.Br. (Mesembryanthemum viride Haw.)
Sinonimia
- Mesembryanthemum viride Haw. (1795) basónimo
- Erepsia viridis (Haw.) L.Bolus
- Ruschia viridis (Haw.) G.D.Rowley
- Ruschia integra Schwantes (1925)
- Mesembryanthemum integrum L.Bolus (1922)[3][4]